# Stellaria chilensis
Stellaria chilensis är en nejlikväxtart som beskrevs av T.M. Pedersen. Stellaria chilensis ingår i släktet stjärnblommor, och familjen nejlikväxter. Inga underarter finns listade i Catalogue of Life.